# Hirmine
Hirmine (en griego Ὑρμίνη, 'Hyrmine'; Ὕρμινα, 'Hýrmina'; u Ὅρμινα, 'Hórmina') fue una ciudad de la antigua Élide.
Fundada por los pelasgos protogriegos, se encontraba al lado del cabo de Cilene, cerca del cabo Araxos, en la antigua frontera entre Acaya y la Élide.  Era ciudad de los epeos y tomó su nombre de Hirmina, hija del rey Epeo de Élide y madre, junto con Forbante, de su fundador, Áctor. Este era además nieto de Lápites y hermano del rey Augeas. Hirmine participó en la Guerra de Troya bajo el mando de Diores, hijo de Amarinceo.
Su localización es dudosa ya que se ha sugerido que sus restos podrían identificarse con unas ruinas que hay cerca de la bahía de Kunupeli, a 9 km de Varda. Allí quedan restos de las murallas pelásgicas, así como de un castillo y otras construcciones venecianas. Sin embargo, también se ha propuesto que su ubicación era una elevación que hay cerca del cabo Quelonatas donde se encuentra el castillo de Khlemutsi.